# شش گلوله (فیلم ۲۰۰۷)
شش گلوله (به انگلیسی: Six Bullets) یک فیلم کوتاه وسترن به نویسندگی و کارگردانی گراهام کیلین است. روایت این فیلم بر خانواده‌ای است که توسط کار یک دیو شیطون از هم پاشیده‌اند. این اولین کارگردانی کیلن بود و باعث شده وی جایزه «بهترین فیلمساز محلی» را از روزنامه چوپان روزنامه میلواکی در سال ۲۰۰۶ دریافت کند.